# Koulikoro (regio)
Koulikoro is een regio van Mali met een oppervlakte van 90.120 km². De hoofdstad is Koulikoro. De regio van Koulikoro heeft een inwonertal van 1.516.486, voornamelijk Bambara, Malinke en Somono.

## Geografie
De regio van Koulikoro wordt aan de noordzijde begrensd door Mauritanië, aan de westzijde door de regio van Kayes, aan de zuidzijde door Guinee en de regio van Sikasso en aan de oostzijde door de regio van Ségou.
Er lopen verschillende rivieren door de regio, waaronder de Niger, Baoulé, Sankarani, Baogé, Bani en Bafing. Het klimaat in het zuidelijke gedeelte van de regio heeft de regenval die typerend is voor de Soedan. Ten noorden van de lijn Kita-Bamako is er sprake van de droogte die typerend is voor de Sahel.
De grootste steden in de regio zijn Kati, Koulikoro, Kolokani, Nara, Banamba and Dioïla. Het nationale park Boucle du Baoulé en de reservaten van Fina, Kongossambougou en Badinko herbergen een grote diversiteit aan wild.

## Geschiedenis
De regio van Koulikoro is de bakermat van verschillende grote imperiums, die elkaar in Mali hebben opgevolgd, zoals het Koninkrijk Ghana, het Sosso Koninkrijk en het Koninkrijk Mali.

## Cultuur
Het land van de Mandé is gesitueerd in de regio van Koulikoro. Het is de bakermat van het Koninkrijk Mali en de regio staat bekend om het bewaren van zijn tradities, met zijn griots en zijn jagers. Zoals overal in Mali is ook in de regio van Koulikoro de Islam de grootste religie. Desalniettemin bestaan er nog veel animistische tradities in de diverse dorpen.
Bambara is de meest gesproken taal in de regio.
Verder is de regio van Koulikoro befaamd om zijn traditionele marionettentheater, dat tijdens vele festivals, zoals in het dorp van Diarabougou, wordt gedemonstreerd.
Verschillende musici zijn inwoners van de regio, met inbegrip van Salif Keïta en Rokia Traoré.

## Transport en economie
Koulikoro is het eindpunt van de spoorlijn Dakar - Niger. Het is tevens een belangrijke haven aan de Niger, hetgeen het mogelijk maakt om de steden van Ségou, Mopti, Timboektoe en Gao te bevoorraden. De belangrijkste luchthaven in de regio is de Aéroport de Bamako-Sénou.
De landbouw is de dominante economische activiteit, ofschoon er verschillende industrieën in de regio zijn, zoals de hydro-elektrische dam van Sélingué, goudbewerking rondom Kangaba en de katoenfabriek in Fana, de op een na grootste katoenfabriek in Mali.

## Administratieve onderverdeling
De regio van Koulikoro is onderverdeeld in 7 cercles (Banamba, Dioïla, Kangaba, Kati, Kolokani, Koulikoro en Niara), die weer zijn onderverdeeld in 106 communes.
Ofschoon Bamako, de hoofdstad van Mali, in het hart van de regio is gelegen, wordt het beschouwd als een afzonderlijke regio.

### Communes
| - Allahina - Baguinéda-Camp - Balan Bakama - Banamba - Banco (Mali) - Bancoumana - Benkadi (Banamba) - Benkadi (Dioïla) - Binko - Boron (Mali) - Bossofala - Bougoula (Koulikoro) - Daban - Dabo (Mali) - Diago - Dialakoroba - Dialakorodji - Didiéni - Dilly - Dinandougou - Dio-Gare | - Diouman - Diébé - Diédougou (Dioïla) - Diédougou (Kati) - Dogodouman - Dogofry (Koulikoro) - Dolendougou - Dombila - Doubabougou - Doumba - Duguwolowula - Dégnékoro - Fallou - Faraba (Kati) - Guihoyo - Guiré - Guégnéka - Guénéibe - Jékafo - Kagnogo - Kalabancoro | - Kaladougou - Kalifabougou - Kambila - Kiban - Kilidougou - Koronga - Koula (Koulikoro) - Kourouba - Kémékafo - Kéréla - Madina Sacko - Mandé - Maramandougou - Massantola - Massigui - Minidian - Moribabougou - Mountougoula - Méguétan - N'Dlondougou - N'Gabacoro | - N'Gouraba - N'Tjiba - Nangola - Naréna - Niagadina - Niantjila - Nioumamakana - Nonkon - Nossombougou - Nouga - Nyamina - N’Garadougou - N’Golobougou - Ouagadou - Ouolodo - Ouélessébougou - Safo - Sagabala - Sanankoro Djitoumou - Sanankoroba - Sangarébougou | - Siby - Sirakorola - Sobra - Sébékoro I - Sébété - Séléfougou - Tiakadougou-Dialakoro - Tienfala - Tioribougou - Tiélé - Toubacoro - Tougouni - Toukoroba - Ténindougou - Wacoro - Yélékébougou - Zan Coulibaly |

hoofdstedelijk district Bamako · Gao · Kayes · Kidal · Koulikoro · Ménaka · Mopti · Ségou · Sikasso · Taoudénit · Timboektoe